# Frankie A. Rodriguez
Frankie Rodriguez est un acteur et chanteur américain né le 14 juillet 1999 aux États-Unis. 

## Filmographie

### Court métrage
- 2018 : Call Me Daddy de Amanda de Souza : Pedro

### Série télévisée
- 2020 : Will et Grace : Christopher
- 2015 - 2016 : Raymond & Lane : Frankie (4 épisodes)
- 2017 : That's the Gag : Matt (1 épisode)
- 2018 : Only Children : Mohammed (adolescent) (4 épisodes)
- 2019 : Modern Family : Eduardo (2 épisodes)
- depuis 2019 : High School Musical : La Comédie musicale, la série : Carlos Rodriguez